# Artūras Fomenka
Artūras Fomenka (ros. Артурас Фоменко, Arturas Fomienko; ur. 14 lutego 1977 w Poniewieżu) – litewski piłkarz występujący na pozycji napastnika, reprezentant Litwy w latach 1996–2003.

## Sukcesy

### Zespołowe
FK Kareda
- mistrzostwo Litwy: 1996/97, 1997/98
- Puchar Litwy: 1998/99

Sūduva Mariampol
- Puchar Litwy: 2006

### Indywidualne
- król strzelców A lygi: 1998/99 (14 goli)